# Kanton Beaumont-le-Roger
Der Kanton Beaumont-le-Roger ist ein ehemaliger, bis 2015 bestehender französischer Wahlkreis im Arrondissement Bernay, im Département Eure und in der Region Haute-Normandie; sein Hauptort war Beaumont-le-Roger.
Der 22 Gemeinden umfassende Kanton war 214,17 km² groß und hatte 13.402 Einwohner (Stand: 2012).

## Gemeinden
| Gemeinde                    | Einwohner | Code postal | Code Insee |
| --------------------------- | --------- | ----------- | ---------- |
| Barc                        | 772       | 27170       | 27037      |
| Barquet                     | 359       | 27170       | 27040      |
| Beaumontel                  | 715       | 27170       | 27050      |
| Beaumont-le-Roger           | 2.818     | 27170       | 27051      |
| Berville-la-Campagne        | 113       | 27170       | 27063      |
| Bray                        | 246       | 27170       | 27109      |
| Combon                      | 567       | 27170       | 27164      |
| Écardenville-la-Campagne    | 310       | 27170       | 27210      |
| Fontaine-la-Soret           | 362       | 27550       | 27253      |
| Goupillières                | 654       | 27170       | 27290      |
| Grosley-sur-Risle           | 493       | 27170       | 27300      |
| La Houssaye                 | 183       | 27410       | 27345      |
| Launay                      | 216       | 27470       | 27364      |
| Nassandres                  | 1.381     | 27550       | 27425      |
| Perriers-la-Campagne        | 356       | 27170       | 27452      |
| Le Plessis-Sainte-Opportune | 252       | 27170       | 27466      |
| Romilly-la-Puthenaye        | 262       | 27170       | 27492      |
| Rouge-Perriers              | 230       | 27110       | 27498      |
| Sainte-Opportune-du-Bosc    | 334       | 27110       | 27576      |
| Thibouville                 | 244       | 27800       | 27630      |
| Tilleul-Dame-Agnès          | 174       | 27170       | 27640      |
| Le Tilleul-Othon            | 280       | 27170       | 27642      |